# Illa de Wight
L'illa de Wight forma un comtat insular de la costa sud d'Anglaterra, davant les ciutats de Southampton i Portsmouth, l'antiga Portus Magnus. És coneguda popularment pels seus habitants com The island (l'illa). Està separada de la costa anglesa (comtat de Hampshire) per l'estret del Solent, format a la desembocadura del Southampton Water. Elegeix un diputat al Parlament britànic.

## Orografia
Un escarpament de creta que va del Culver Cliff a les roques anomenades The Needles separa una plana septentrional terciària d'una regió meridional formada per dunes recobertes per altes terres de creta.

## Economia
La regió meridional presenta bones àrees cultivables, mentre que el sector septentrional és recobert generalment de bosc. Hi destaquen les activitats agrícoles i la construcció naval, però el turisme és el principal recurs econòmic. Cowes és el port principal i un prestigiós centre internacional d'esports nàutics.

## Història
Els primers signes de l'existència de poblament a l'illa són de 100.000 anys enrere, al període glacial. Els signes de poblament són molt evidents a partir del 8000 aC. Vers el 6000 aC es va formar el canal que la va convertir en illa. Un poblament neolític a Brighstone amb la tomba anomenada Longstone, datat del 3000 aC ha estat estudiat.
Vers el 1800 aC els poble anomenat "del cubilet" per la seva poteria característica, va arribar a l'illa que es deia Vith que volia dir "sobre l'aigua". S'han localitzat jaciments a Arreton i Moon's Hill.
Fou coneguda dels massaliotes que hi tenien una estació comercial. El canal que la separava del continent va arribar a ser quasi sec a la marea de reflux i els britons portaven les seves mercaderies en carros a l'illa. Un fort celta datat vers el 100 aC s'ha trobat a Chillerton Down.
Vectis o Vecta fou el nom romà de l'illa que li van donar l'any 43 quan les forces dirigides pel futur emperador Vespasià, sota ordres de l'emperador Claudi, van arribar a l'illa. Va romandre romana fins al segle v en què fou ocupada pels juts. Existeixen restes romanes a Newport i Brading. La vila de Branding, que probablement va pertànyer a Al·lecte és la més gran d'Anglaterra i fou excavada el 1880.
Els saxons dirigits per Cèrdic i Cínric la van ocupar el 530 i molts nadius van morir. Quatre anys després de la mort de Cèrdic, el govern fou dividit entre els seus nebots Stuf i Wihtgar. Aquest darrer va morir el 544 i fou enterrat a Carisbrooke. El 661 fou ocupada per Wulfhere, rei de Mèrcia, que la va donar a Adelwach, rei de Sussex, país que havia conquerit fent presoner a Adelwach, però el 686 va caure en mans del rei de Wessex, Caedwalla, que la considerava seva, i amb el que es va introduir els cristianisme.
Els danesos van arribar per primera vegada el 787. El 897, en una de les destructives incursions, van incendiar i destruir els pobles de l'illa. Durant quasi cent anys es van produir nous atacs danesos.
El 1052, el comte Godwin de Wessex, declarat fora de la llei pel rei Eduard el Confessor va rebre una flota del comte de Flandes i va atacar l'illa i després Portsmouth; se li va unir el seu fill Harold (futur rei Harold II d'Anglaterra) amb més vaixells i van tornar a l'illa on van saquejar tot el que s'havien deixat en el primer atac.
Després de la conquesta normanda el 1066, el rei Guillem el Conqueridor va donar l'illa al seu parent Guillem Fitz Osborne, que va construir el castell de Carisbrooke, però no va governar molt de temps, ja que va morir en batalla a França el 1070 i el va succeir el seu fill Roger de Breteuil, Earl de Hereford, que va conspirar contra el rei i fou empresonat de per vida, i els seus béns confiscats; el rei Enric I va donar més tard la senyoria de Wight a la família De Reviers el 1101, representada per Ricard I de Reviers, amb dret hereditari i una sèrie de privilegis que tenien els senyors (lords); Ricard va morir el 1107 i el va succeir el seu fill Balduí I de Reviers, que el 1141 fou Earl de Devon i va donar suport a la reina Maud contra el rei Esteve, però fou derrotat si bé després fou perdonat quant Maud i Esteve es van reconciliar; va morir el 1155 i el va succeir el seu fill Ricard II de Reviers, segon Earl de Devon, mort el 1162 i succeït pel seu fill Balduí II de Reviers, tercer Earl de Devon, mort el 1188 sense fills, pel que fou succeït pel seu germà Ricard III de Reviers, quart Earl de Devon, mort el 1193 també sense fills, recaient la successió en el seu oncle Guillem de Vernon, cinquè Earl de Devon (tercer fill de Balduí I) que fou un dels senyors que va donar suport al rei Joan sense terra; va morir el 1217 i el va succeir el seu net Balduí III de Reviers, sisè Earl de Devon, que era menor d'edat i es va casar més tard amb Amícia, filla del Earl de Gloucester, de la que va tenir un fill, Balduí i una filla, Isabel·la; va morir el 1245 i el va succeir el fill Balduí IV de Reviers, setè Earl de Devon, que potser va morir enverinat, i com que el seu únic fill Joan havia mort als deu anys la successió va passar a la seva germana Isabel·la, casada amb Guillem de Fortibus, Earl d'Albemarle (a la mort del qual fou comtessa d'Albemarle i Devon i senyora de "Isle of Wight". La comtessa Isabel·la dita de Fortibus, va vendre l'illa al rei Eduard el 1293 por sis mil marcs. Va deixar tres fills, Joan, Tomàs i Guillem de Fortibus, i dues filles (Avice i Aveline).
Des de llavors el lord de l'illa fou nomenat pel rei. El 1295 es va produir el primer atac francès, però el francesos no van tornar fins al 1340. Eduard I d'Anglaterra va nomenar uns capitans per la defensa de l'illa: el Bisbe de Winchester, Adam de Gordon i el cavaller local Sir Richard Affeton.
El 1308 el rei Eduard II d'Anglaterra va donar la senyoria de l'illa al seu fill Eduard (després Eduard III d'Anglaterra). El 1340 els francesos van desembarcar a Saint Helens però foren rebutjats. Es diu que el castell (defensat per Sir Hugh Tyrill) fou assetjat una vegada, el 1377, pels francesos però es van retirar al morir el seu comandant, tot i que van obtenir un rescat dels habitants per no cremar les cases.
El 1386 la senyoria fou donada per Ricard II d'Anglaterra a William Montecute, earl de Salisbury, que va morir el 1397. El seu successor Thomas Holland fou decapitat el 1404 i la senyoria va passar a Eduard, earl de Rutland (després duc de York) net d'Eduard III, que va morir en la batalla d'Azincourt el 25 d'octubre de 1415 i la senyoria va passar a Felipa, duquessa de York, per cessió d'Enric V d'Anglaterra el 1416.
El 1418 un atac francès fou també rebutjat i es van fer molts presoners; una altra incursió va venir a demanar diners però els illencs van refusar entregar res i els van desafiar a un combat que els francesos no van acceptar i es van retirar. Durant els següents anys l'illa de Wight va ser objecte d'atacs corsaris dels francesos. L'única posició defensiva era el castell de Carisbrooke, però tot i la seva posició central no va poder impedir algun desembarcament francès que van incendiar i saquejar l'illa sense acostar-se al castell. Ciutats com Yarmouth, Newtown i Newport foren incendiades.
Felipa va morir el 1430 i el rei va donar el títol a Humphrey duc de Gloucester el 1439; va morir el 1446 i la senyoria de Wight fou donada pel rei Enric VI d'Anglaterra el 1444 a Henry Beauchamp, duc de Warwick, amb el títol de rei de Wight; en una cerimònia el rei angles el va coronar, però el nou rei va morir el 1445 als 22 anys i sense hereus i el regne es va extingir.
La senyoria va tornar a la corona fins que el 1453 el rei Enric VI la va donar a Edmund duc de Somerset; va morir el 1455 a la batalla de Saint Albans i el va succeir el seu fill Enric duc de Somerset, que per un temps va lluitar contra el rei amb els York, però va tornar al seu costat, i fou fet presoner pels iorquistes a la batalla d'Hexham, i decapitat. El 1467 fou nomenat senyor Anthony de Wydeville lord Schales, últim earl de Rivers, que el 1483, després de la mort d'Eduard IV d'Anglaterra, fou acusat de complicitat amb el duc de Gloucester i executat el mateix any. Son germà Eduard Wydeville fou nomenat capità de l'illa el 1490 però no consta que en fos senyor tot i que és molt probable; va dirigir una expedició a França en ajut del duc de Bretanya, però l'expedició va patir una derrota total i Eduard va morir solter i sense descendència. El títol de senyor no fou tornat a donar i va romandre a la corona; els governadors posterior van tenir un caràcter militar i es van titular capitans-governadors.
Quan Portsmouth va esdevenir una base naval, la importància de l'illa es va incrementar i el rei Enric VIII d'Anglaterra va ordenar construir fortificacions a Yarmouth, a East Cowe i West Cowe i a Sandow. Sir Richard Worsley, capità-governador de l'illa en aquest temps, va rebutjar el darrer atac dels corsaris francesos el 1545.
Les fortificacions de Carisbrooke, que estaven malmeses, foren reparades per Sir George Carey, cosí de la reina i capità de l'illa, que va establir la seva residència al castell el 1583. Amenaçada pels espanyols durant la Guerra angloespanyola el 1588 la flota espanyola fou destruïda, però el perill va romandre, i es van fer noves fortificacions exteriors al castell entre 1597 i 1602.
El 1642 l'illa fou posada sota control del Parlament. El rei Carles I d'Anglaterra va fugir a l'illa durant la guerra civil anglesa per escapar de l'empresonament a Hampton Court el 1647, però el capità-governador de Wight, Robert Hammond, el va empresonar al castell de Carisbrooke. El rei va intentar escapar un parell de vegades i fou traslladat a Newport el setembre de 1648 on es van fer negociacions amb el Parlament conegudes com a Tractat de Newport, però el novembre el rei fou agafat per l'exèrcit i portat a Hurst Castle, seguint després el seu judici i execució a Londres (1649).
Després l'illa no va tenir cap fet rellevant fins que al segle xix la reina Victòria va convertir el Palau d'Osborne (una mansió de l'illa) en la seva residència d'estiu i això va portar a l'illa, de vacances, a una part de la reialesa europea i a moltes personalitats.
La princesa Beatriu, filla de Victòria, va succeir al seu marit Enric de Battenburg com a governador de l'illa el 1896 i va residir a Carisbrooke Castle. Beatriu va morir el 1944 i el càrrec va quedar vacant però a petició dels ciutadans es va nomenar un nou governador el 1957, que va recaure en el sèptim duc de Wellington, al que va succeir el 1965 l'almirall de la flota Lord Mountbatten de Birmània, besnebot de la princesa Beatriu.

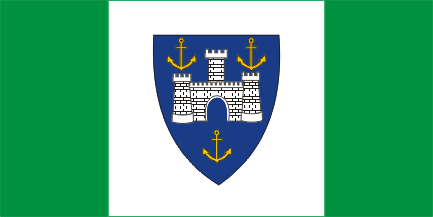
Bandera de l'IOWC (colors nacionalistes)

El 1972 l'illa fou declarada comtat segons la Llei de Govern Local i Earl Mountbatten fou confirmat en el govern però amb al títol de lord lloctinent, que va exercir fins al seu assassinat a Irlanda el 1979. Des de llavors no s'ha nomenat cap nou governador.
Els anys setanta del segle xx es va crear un grup nacionalista, anomenat Vectis, que va desplegar una bandera del tipus pal canadenc (verd-blanc-verd, 1:2:1). Aquesta bandera fou represa de manera més o menys oficial pel "Isle of Wight Council" (IOWC) però amb l'escut al centre, en un moment en què es demanava una autonomia similar a la de Jersey, Guernesey o Man. Als darrers anys els elements de l'escut menor de l'illa, un castell de plata i tres àncores daurades, s'han col·locat sobre una bandera blava.